# إيلا أيفانوفا
إيلا أيفانوفا (Ella Ivanova)، عارضة أزياء (ولدت في سيفاستوبول، القرم، الموافق 17 مايو 1989).
تُعد إيلا أول امرأة من سيفاستوبول ومالطا تظهر في مجلة Elle، التي نُشرت في أكتوبر 2020.

## دراستها، وحياتها
في السابع عشر من شهر مايو عام 1989 ولدت إيلا أيفانوفا، في جوارديسكو، سيمفروبول (تقع في شبه جزيرة القرم).
كانت عائلتها عسكرية، حيث عمل والدها في الجيش كطيار ومؤرخ، أما شقيقها الأكبر، فقد التحق بالجيش كمحامٍ، ويحمل حاليًا رتبة رائد.
ثم التحقت بالمدرسة الثانوية في مدينة سيفاستوبول في عام 1996، وخلال دراستها قامت بالمشاركة في المسرح وكذلك في جوقة المدرسة.
في عام 2003 تم قبولها في كلية يوجين ديريوجينا للطب، لتلتحق في دراسة الإسعاف كمهنة، ومن ثم تخرجت بعد ثلاثة أعوام، وفي سنة تخرجها، تم قبولها في جامعة سيفاستوبول سيتي للعلوم الإنسانية، حيث نالت العضوية في علم النفس التطبيقي.
تخرجت من جامعة سيفاستوبول سيتي للعلوم الإنسانية، في عام 2010، وحصلت على درجة علمية في علم النفس العلمي، ثم قامت بالذهاب إلى مدارس التمثيل الدولية بدعم من Film Media، وذلك ما بين أبريل 2006 ونوفمبر 2009، وذلك لتتم تعليمها كممثلة.

## وظائفها
عملت إيلا مع شركات لتقوم بتقديم الإعلانات لصالح المؤسسات التالية: كازينو مالطا، و مجموعة عيدن الترفيهية وفندق انتركونتيننتال، وسينرجي للتخسيس، وعيدن للسينما.
كما أنها مساهمة في Arec15 لتوفير الأسس لتمويل انتاج أفلام الحركة، وتطوير مصانع تحويل النفايات إلى طاقة في مالطا.
وبداية من الأول من يناير لعام 2023 التحقت للعمل في شركة Conexus Holdings BV كنائب للرئيس، ورئيس مجلس الإدارة الغير تنفيذي.
وفقاً لمجلة فوربس (Forbes): تشغل إيلا ايفانوفا منصب نائب رئيس شركة كونيكسوز(Conexus)، والتي قدرت في عام 2023 بقيمة 222،300،000 يورو، وذلك تبعاً للدعم التمويلي المقدم من شركة تويفورد آلينس المحدودة (Twyford Alliance Limited).